# 顧憲成

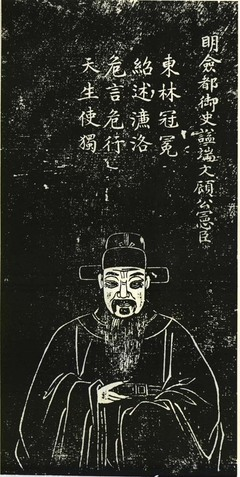
滄浪亭五百名賢像の石刻像

顧 憲成（こ けんせい、1550年9月17日（嘉靖29年8月7日） - 1612年6月21日（万暦40年5月23日））は、中国明代末期の儒学者。字は叔時、号は涇陽。諡は文端。官界の外にあって反政府的な一大勢力をなし、東林党と呼ばれた。顧允成・高攀龍・安希範・劉元珍・銭一本・薛敷教・葉茂才らとともに「東林八君子」の一人。

## 生涯
常州府無錫県（現在の江蘇省無錫市錫山区）の出身。家は貧しかったが学問を好み、日夜読書に励んだため、隆慶4年（1570年）に補邑庠生員となり朱子学を修める。万暦4年（1576年）に郷試の首席となり、万暦8年（1580年）に進士、戸部主事に任命された。万暦10年（1582年）に吏部稽勲主事・吏部考功主事を歴任、執政に不満を持ち弾劾したことで桂陽州判官に左遷され、その後再び中央に挙げられ、官位は吏部文選郎中まで達する。万暦22年（1594年）に皇帝の長子をすぐに立太子するよう痛烈な意見書を発表して王錫爵ら政府首脳を批判（国本問題）、それが斥けられたことを理由として同志とともに辞職して故郷に帰る。万暦26年（1598年）から恵山第二泉で講学に励み、万暦32年（1604年）に宋代の儒学者の楊時の跡を継ぐために、弟の顧允成・高攀龍とともに東林書院を再興し、北京の首善書院と並び称されるようになる。万暦36年（1608年）に南京光禄寺少卿に推挙されたが辞して、死ぬまで講学に力を尽くした。

## 学風
顧憲成は、明代の主流であった陽明学が道徳の根源を心に求め、心の外から学問や思弁の功によりもたらされるのではないと主張したことを斥け、生死を度外視して真理を追究する学問として朱子学を奉ずる。講義の合間に政治を批判し官界の人物を論じたので、現状に不満を持つ士大夫をひきつけ、為政者には「東林党」として排斥される勢力をつくりあげた。また、皇帝こそが道統の継承者であり、朱子学や陽明学は臣下でありながら道を濫りに論じていると批判していた管志道とは万暦20年代に論争を繰り広げ、それが顧憲成の名声を高めて東林書院再興のきっかけとなった（顧憲成と管志道は思想的な対立に加えて王錫爵の批判者と擁護者としての政治的対立もあった）。天啓元年（1621年）に太常寺卿の位を贈られ、魏忠賢の時代に剥奪され、崇禎元年（1628年）に吏部侍郎の位を贈られるなど、後世の毀誉褒貶にさらされた人物である。

## 著作
- 『小心斎札記』18巻
- 『毗陵人物志』9巻
- 『涇皋蔵稿』
- 『顧端文遺書』